# Sarcophaga kalabariana
Sarcophaga kalabariana är en tvåvingeart som beskrevs av Andy Z. Lehrer 2005. Sarcophaga kalabariana ingår i släktet Sarcophaga och familjen köttflugor.
Artens utbredningsområde är Namibia. Inga underarter finns listade i Catalogue of Life.